# Grenze zwischen Georgien und der Türkei

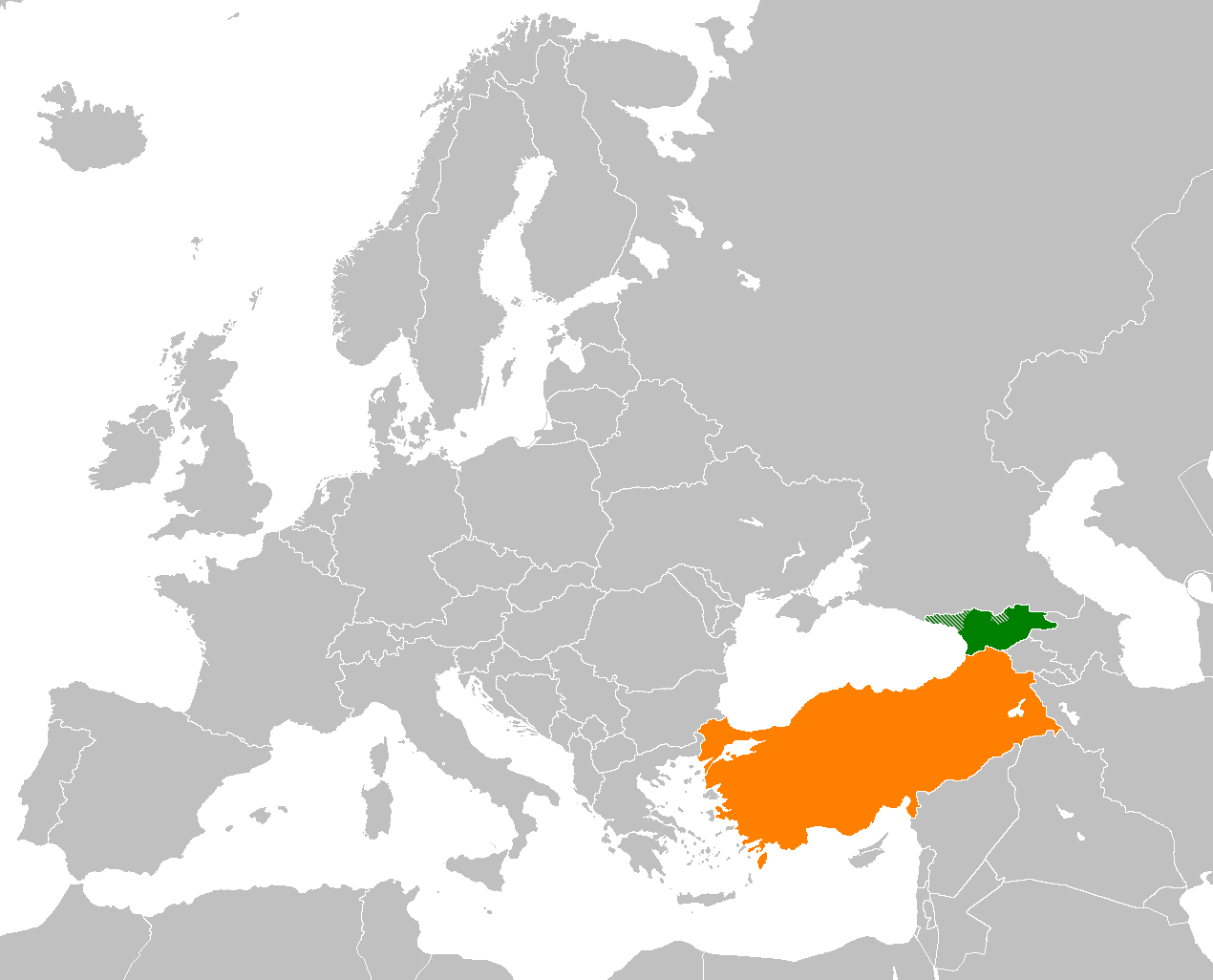
Türkei und Georgien

Die Grenze zwischen Georgien und der Türkei (georgisch: საქართველო–თურქეთის საზღვარი, türkisch: Gürcistan–Türkiye sınırı) trennt als See- und Landgrenze, letztere auf eine Länge von 273 km, diese beiden Staaten. Die Landgrenze verläuft vom Schwarzen Meer im Westen (dort schließt die Seegrenze an) zum Dreiländereck mit Armenien im Osten.

## Verlauf
Die Landgrenze nimmt am Schwarzen Meer zwischen dem georgischen Sarpi (41° 31′ 17″ N, 41° 33′ 7″ E) in Adscharien rund 12 km südlich von Batumi und dem türkischen Nachbarort Sarp ihren Ausgang und verläuft zunächst generell in west-östlicher Richtung, dabei den Lauf des Çoruh querend, über das Pontische Gebirge zum Posof-Bach (türkisch: Posof Çayı, georgisch: ფოცხოვისწყალი), dem sie nach Süden folgt. Ab Yeniköy folgt sie dem Gebirge nach Südosten zum Fluss Kura (georgisch: მტკვარი, transkribiert: Mtkwari). Diesem folgt sie flussaufwärts nach Südwesten und knickt dann nach Osten zum Karzachi-See (türkisch: Aktaş Gölü, georgisch: კარწახის ტბა, transkribiert: Karzachis Tba) ab, der von Nordwesten nach Südosten durchquert wird. Östlich des Sees quert die Bahnstrecke die Grenze, die in einem Bogen zum Dreiländereck mit Armenien (41°7'48"N, 43°28'12"E) führt.

## Geschichte

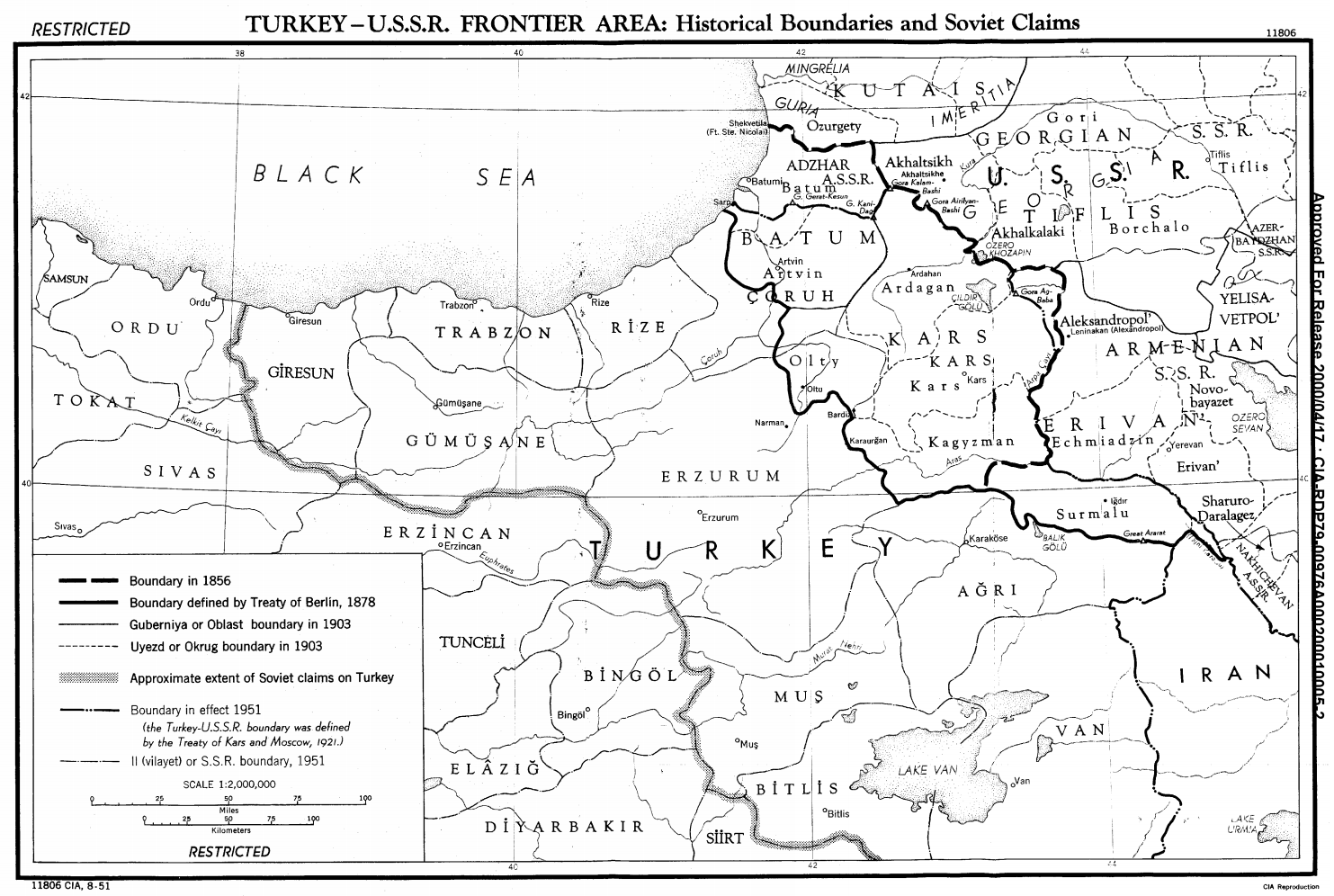
Karte der Änderungen der russisch-osmanischen Grenze im 19. Jahrhundert

Im Zug der russischen Eroberung des Transkaukasusgebiets im 19. Jahrhundert annektierte Russland 1801 und 1804 zwei georgische Königreiche und bis 1828 das östliche Armenien. Der Friede von Adrianopel (1829) sicherte die Eroberungen vertraglich ab. Die russisch-osmanische Grenze wurde knapp nördlich der heute bestehenden festgelegt. Nach dem russisch-osmanischen Krieg von 1877/78 wurde die Grenze weiter nach Südwesten verschoben. Russland gewann dadurch die Gebiete um Batumi, Kars und Ardahan. Dies wurde auf dem Berliner Kongress 1878 im Wesentlichen bestätigt. Im Ersten Weltkrieg drang Russland weiter in der Osttürkei vor, wurde in den Wirren nach der Oktoberrevolution aber wieder zurückgedrängt und gab mit dem Friedensvertrag von Brest-Litowsk die 1878 gewonnenen Gebiete wieder an das Osmanische Reich zurück.
Mit dem Ende des Ersten Weltkriegs kam kurzzeitig die Unabhängigkeit von Armenien und Georgien, wobei Georgien schon bald aus der 1918 gebildeten Transkaukasischen Demokratisch-Föderativen Republik wieder austrat. Mit dem Vertrag von Batumi zwischen dem Osmanischen Reich und den drei transkaukasischen Republiken vom 4. Juni 1918 wurde die Grenze von vor 1878 wieder hergestellt. Die Russische Sozialistische Föderative Sowjetrepublik (RSFSR) erkannte die Unabhängigkeit Georgiens im Vertrag von Moskau (1920) vom 7. Mai 1920 an. Die im Vertrag von Sèvres vorgesehene Aufspaltung des geschlagenen Osmanischen Reichs, die Georgien große Landgewinne im Sandschak Lazistan (heutige Provinz Rize sowie Hopa) gebracht hätte, kam infolge der türkischen Revolution nicht zustande. Inzwischen hatte sich in Georgien die Georgische Sozialistische Sowjetrepublik gebildet. Zur Vermeidung eines größeren Kriegs schlossen die RSFSR und die nationale türkische Regierung am 16. März 1921 den Vertrag von Moskau (1921), in dem Russland auf Ardahan und Kars verzichtete und die Georgische SSR das zuvor britisch besetzte Batumi (mit Autonomiezusage) erhielt, was durch den Vertrag von Kars bestätigt wurde.
Nach dem Sieg der Sowjets wurde die Transkaukasische Sozialistische Föderative Sowjetrepublik gebildet, die bis 1936 bestand und dann in die Sowjetrepubliken Armenien, Aserbaidschan und Georgien zerfiel. Sowjetische Gebietsforderungen um 1945 blieben erfolglos und wurden nicht weiter verfolgt. Infolge der Auflösung der Sowjetunion im Jahr 1991 trat die Grenze zwischen Georgien und der Türkei an die Stelle der sowjetisch-türkischen Grenze.

## Orte nahe der Grenze

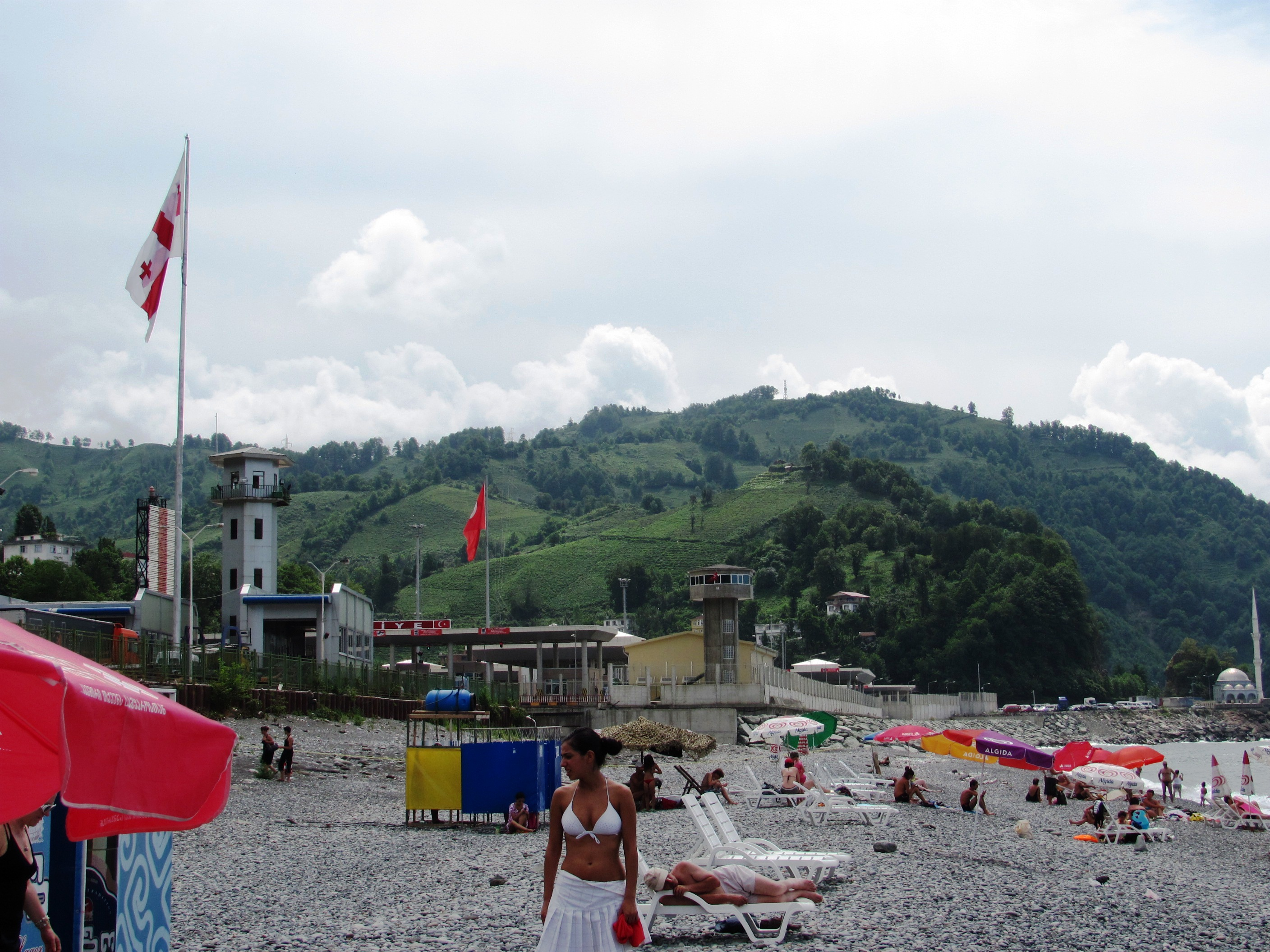
Grenzübergang in Sarpi

### Georgien
- Sarpi
- Vale
- Kartsachi

### Türkei
- Sarp
- Hopa
- Borçka
- Muratlı
- Düzenli
- Posof
- Türkgözü
- Çıldır
- Baltalı
- Akçıl
- Övündü

## Grenzübergänge

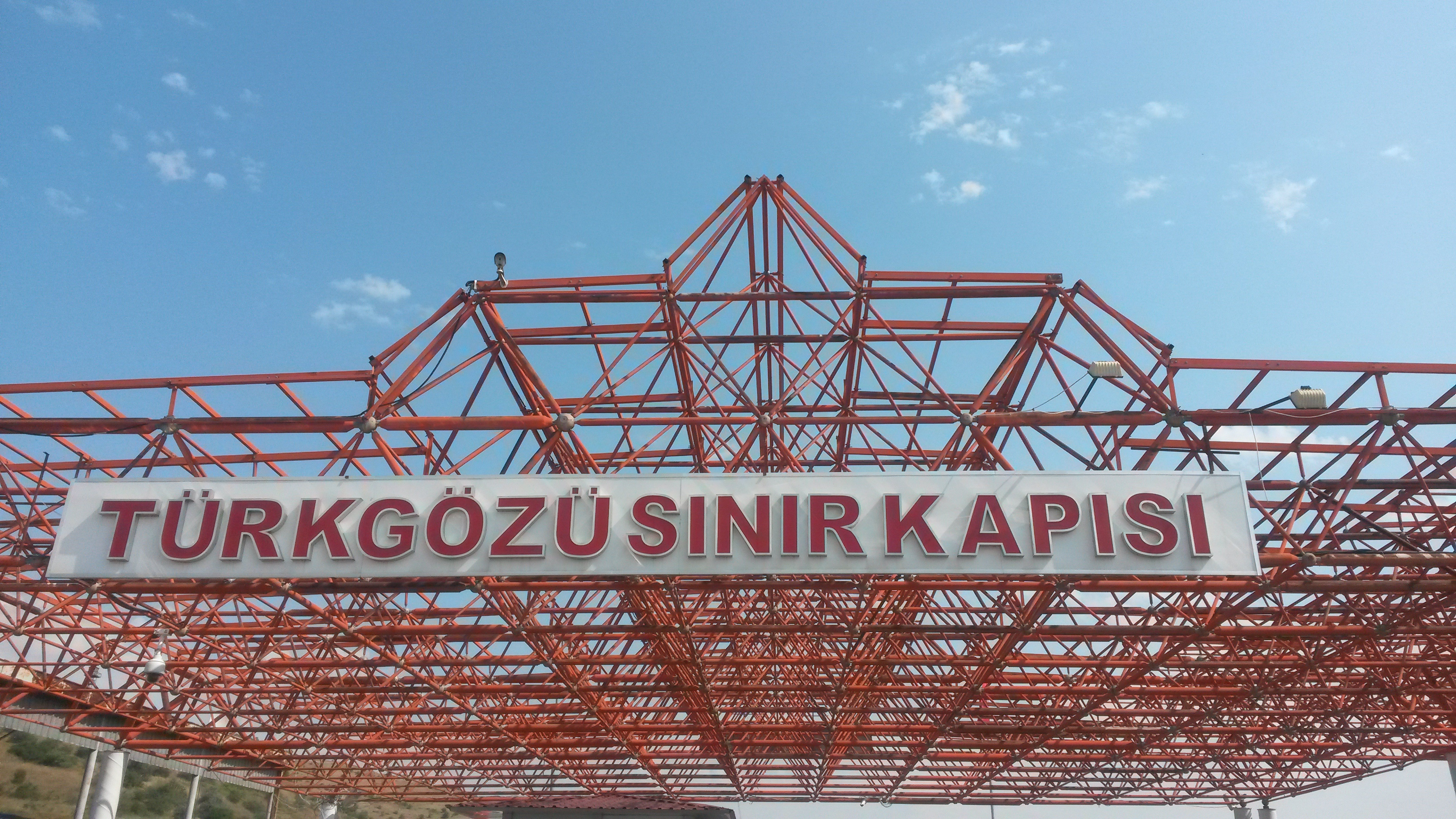
Grenzübergang Türkgözü

### Straße
- Sarp – Sarpi (Europastraße 70, Europastraße 97, S2 (Georgien), D 010 (Türkei))
- Posof-Türkgözu – Vale (Europastraße 691, S8 (Georgien), D 955 (Türkei))
- Çıldır-Aktaş – Kartsachi, S13 (Georgien), Straße 75-01, 75-02 (Türkei), seit 2015

### Eisenbahn
- Karakale – Kartsachi (Bahnstrecke Kars–Achalkalaki–Tiflis–Baku)